# Chondroclast

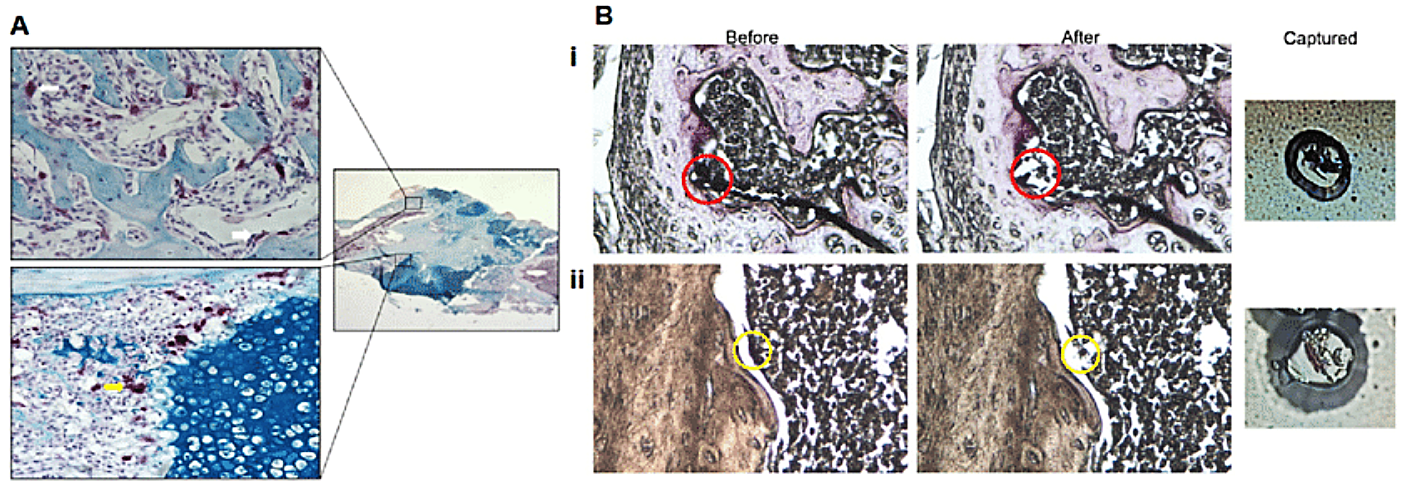
Lokalisatie van TRAP-positieve chondroclasten en osteoclasten bij een muis. (i) TRAP-positieve cellen grenzend aan gemineraliseerd kraakbeen (chondroclasten - rode cirkels) worden getoond voor LCM (laser capture microdissection) en na LCM, en de vastgelegde cellen worden getoond gehecht aan het LCM-membraan. (ii) TRAP-positieve cellen grenzend aan gemineraliseerd bot (osteoclasten - gele cirkels) worden getoond voor en na LCM, en de vastgelegde cellen worden getoond gehecht aan het LCM-membraan.

Een chondroclast is een meerkernige reuscel die deelneemt aan de kraakbeenresorptie.  De cel is TRAP-positief (Tartrate-resistant Acid Phosphatase) en morfologisch niet te onderscheiden van de osteoclast. Morfometrische evaluatie toonde echter aan dat chondroclasten geen gegolfde randen en heldere zones vormen, d.w.z. bekende resorptiekarakteristieken, in dezelfde mate als osteoclasten, aanwezig bij de lagere metafyse. In plaats daarvan hebben chondroclasten de neiging om een ongedifferentieerd oppervlak te vertonen grenzend aan de matrix, dat structureel niet verschilt van het basolaterale celmembraan.  De chondroclast/osteoclast is afkomstig van stamcellen uit het beenmerg. Ze ontstaan uit de fusie van monocyten.
Chondroclasten en osteoclasten zijn transcriptioneel ook verschillende celpopulaties en vertonen discrete transcriptomische kenmerken. Moleculaire reactiepaden zijn specifiek voor chondroclasten en osteoclasten. Chondroclasten en osteoclasten hebben subsets van metabolische genen die specifiek zijn voor chondroclasten. De eiwit-eiwitinteractie-netwerkanalyse toont een overvloed aan gestructureerde netwerken van metabolische reactiepaden, ATP-synthese en proteasoomreactiepaden in chondroclasten. De genregulerende netwerkanalyse met behulp van het transcriptiefactor-doelgennetwerk voorspelt een pool van genen, waaronder ETV6, SIRT1 en ATF1 als chondroclast-specifieke gensignatuur. Een gen (of genetisch) regulerend netwerk is een verzameling moleculaire regulatoren die met elkaar en met andere stoffen in de cel interacteren om de genexpressieniveaus van mRNA en eiwitten te regelen, die op hun beurt de functie van de cel bepalen. Gen (of genetisch) regulerende netwerken spelen ook een centrale rol in de morfogenese.
Direct contact van chondroclasten/osteoclasten met het verkalkte kraakbeen kan cruciaal zijn voor normale endochondrale ossificatie.
Resorptie van niet-gemineraliseerd subchondraal kraakbeen door chondroclasten en macrofagen kan een kenmerk zijn van gewrichtsdestructie bij ontsteking en niet-ontsteking gerelateerde artropathieën, evenals bij ontsteking en neoplastische subchondrale gerelateerde botlaesies.
|  |  |  |
|  |  |  |